# Елизабет Хартман
Елизабет Хартман (енгл. Elizabeth Hartman; Јангстаун, 23. децембар 1943 — Питсбург, 10. јун 1987) је била америчка глумица.